# Brain Age
Brain Age: Train Your Brain in Minutes a Day! cunoscut si sub numele de Dr. Kawashima's Brain Training: How Old Is Your Brain in regiunile PAL sau Daily DS Brain Training în Coreea de Sud, este un joc video de puzzle edutainment. A fost dezvoltat și publicat de Nintendo pentru Nintendo DS. Nintendo a declarat că este un produs de divertisment „inspirat” de munca lui Ryuta Kawashima în neuroștiințe.
A fost lansat mai întâi în Japonia și mai târziu în America de Nord, Europa, Australia și Coreea de Sud. A fost urmată de o continuare intitulată Brain Age 2: More Training in Minutes a Day !, și a fost urmată ulterior de două reproiectări și Brain Age Express pentru serviciul DSiWare al Nintendo DSi, care folosește puzzle-uri populare din aceste titluri, precum și câteva puzzle-uri noi, și Brain Age: Concentration Training  Nintendo 3DS. O nouă tranșă din serie, Dr Kawashima's Brain Training for Nintendo Switch, pentru Nintendo Switch, a fost lansată în Japonia la 27 decembrie 2019. 
Brain Age prezintă o varietate de puzzle-uri, inclusiv teste Stroop, întrebări matematice și puzzle-uri Sudoku, toate concepute pentru a ajuta la menținerea activă a anumitor părți ale creierului. A fost inclus în Touch! Generations, o serie de jocuri video, o serie care prezintă jocuri pentru un public de jocuri mai casual. Brain Age folosește touchscreen-ul și microfonul pentru multe puzzle-uri. A primit atât succes comercial, cât și critic, vânzând 19,01 milioane de exemplare în întreaga lume (începând cu 30 septembrie 2015)și a primit mai multe premii pentru calitatea și inovația sa. Au existat controverse cu privire la eficacitatea științifică a jocului. Jocul a fost lansat ulterior pe Nintendo eShop pentru Wii U în Japonia la mijlocul anului 2014.